# Adaption (Akustik)
Die Adaptation oder Adaption (von lateinisch adaptare „anpassen“), auch Höranpassung, beschreibt das Absinken der Hörempfindlichkeit um einen bestimmten Betrag, wenn das Gehör über einen längeren Zeitraum mit einem frequenz- und pegelkonstanten Dauersignal erregt wird. Das Absinken der Lautheitsempfindung hängt ab von der Frequenzzusammensetzung, dem Pegel und der Darbietungsdauer des Signals.
Der Effekt wurde zuerst von Georg von Békésy nachgewiesen, indem er einem Ohr ein pegelkonstantes Dauersignal zuführte und gleichzeitig mit einem Vergleichssignal, das er dem andern Ohr zuführte, die Abnahme der Lautheit infolge der Adaption bestimmte.
Der Adaptionsvorgang setzt rasch nach dem Beginn der Signaldarbietung ein und zeigt besonders in der Anfangsphase eine steile Lautheitsabnahme. Deren Maximum wird etwa nach 3 bis 5 Minuten erreicht und behält dann bei längerer Signaldarbietung einen konstanten Wert bei. Die Readaption als Rückbildung der ursprünglichen Empfindlichkeit des Ohrs erfolgt in etwa 1 bis 2 Minuten.
Die Adaption wird als eine Art Gewöhnung an das Schallereignis gesehen, die in den Haarzellen ein Einpendeln in eine bestimmte Stoffwechsellage, im Bereich der zentralen Bahnen (Hörbahn) das Erreichen eines bestimmten Optimierungszustands darstellt.